# Kodeks 0165
Kodeks 0165 (Gregory-Aland no. 0165; Soden α 1011) – grecki kodeks uncjalny Nowego Testamentu na pergaminie, paleograficznie datowany na V wiek. Rękopis przechowywany jest w Berlinie.

## Opis
Do dziś zachowała się jedna karta kodeksu (19 na 16,5 cm) z tekstem Dziejów Apostolskie (3,24-4.13.17-20).
Tekst pisany jest dwoma kolumnami na stronę, w 32 linijkach w kolumnie.

## Tekst
Tekst kodeksu reprezentuje mieszaną tradycję tekstualną. Kurt Aland zaklasyfikował go do kategorii III.

## Historia
Kodeks datowany jest przez INTF na V wiek.
Rękopis jest przechowywany w Staatliche Museen zu Berlin (P. 13271), w Berlinie.